# Primera Batalla de Maturín
La Primera Batalla de Maturín fue un enfrentamiento militar de la Guerra de Independencia de Venezuela sucedida el 20 de marzo de 1813 entre la guarnición republicana y las tropas asaltantes leales al Imperio español. Terminó con la victoria de las primeras.
La batalla ocurrió en lo que actualmente se conoce como Bajo Guarapiche de la ciudad de Maturín.
Los patriotas se situaron estratégicamente en el Cerro Buena Vista (actualmente sector Banqueado y final calle Bombona) y en el Cerro Colorado (actualmente Barrio Carbonera).